# أمايور ساريغي
أمايور ساريغي (بالإنجليزية: Amaiur Sarriegi) هي لاعبة كرة قدم إسبانية، من مواليد 13 ديسمبر 2000، تلعب في صفوف نادي ريال سوسيداد للسيدات والمنتخب الإسباني.

## روابط خارجية
- أمايور ساريغي على موقع قاعدة بيانات كرة القدم.إي يو (الإنجليزية)
- أمايور ساريغي على موقع Soccerway.com (الإنجليزية)
- أمايور ساريغي على موقع عالم كرة القدم.نت (الإنجليزية)